# باتريك لامبي
باتريك لامبي (بالإنجليزية: Patrick Lambie)‏ هو لاعب اتحاد الرغبي جنوب أفريقي، ولد في 17 أكتوبر 1990 في ديربان في جنوب أفريقيا.

## وصلات خارجية
- باتريك لامبي عل موقع إسبنسكروم (الإنجليزية)
- باتريك لامبي على موقع ItsRugby.co.uk (الإنجليزية)